# Unidad 124
La Unidad 124 fue una unidad de la Fuerza de Operaciones Especiales de Corea del Norte, parte de la Agencia de Reconocimiento del Ejército Popular de Corea, bajo el control de operaciones del Departamento de Enlace del Partido del Trabajo de Corea.
Treinta y un hombres de la unidad fueron seleccionados para asaltar la Casa Azul y asesinar al dictador surcoreano Park Chung-hee en 1968.
Tras el fracaso del Asalto a la Casa Azul en el que 29 miembros de la unidad resultaron muertos, uno logró escapar y alcanzar Corea del Norte y otro, Kim Shin-jo, fue capturado, creyéndose que la unidad había sido disuelta
La Unidad 124 se cree que fue la predecesora de los batallones especiales del Ejército Popular de Corea, parte de la Agencia de Reconocimiento, formados para llevar a cabo la recopilación de inteligencia, espionaje, terrorismo y operaciones de secuestro en Corea del Sur.
El miembro de la unidad que se cree que consiguió escapar a Corea del Norte fue identificado más tarde por fotografía como Park Jae-gyong, un general de cuatro estrellas del Ejército Popular de Corea. En el momento de la identificación por Kim Shin-Jo, se creía que era un asistente de Kim Jong-il y viceministro de las Fuerzas Armadas Populares de Corea del Norte.